# Кобаяси, Юки (футболист, 2000)
Юки Кобаяси (яп. 小林 友希; род. 18 июля 2000, Хиого) — японский футболист, защитник клуба «Портимоненсе».

## Карьера

### «Виссел Кобе»
Воспитанник футбольной академии японского клуба «Виссел Кобе». В 2017 году футболист привлёк внимание в клубе и в июне 2017 года был зарегистрирован основной командой для участия в матчах Кубка Императора, где футболист свои матчи провёл на скамейке запасных. В сезоне 2018 года футболист также стал привлекаться к матчам с основной командой. Дебютировал за клуб 4 апреля 2018 года в матче Кубка Джей-лиги против клуба «Сёнан Бельмаре». Дебютный матч в японском чемпионате футболист сыграл 15 апреля 2018 года против клуба «Иокогама Ф. Маринос», выйдя на поле в стартовом составе. В январе 2019 года футболист был полноценно переведён в основную команду японского клуба.

#### Аренда в «Матида Зельвию»
В июле 2019 года футболист на правах арендного соглашения присоединился к клубу «Матида Зельвия» до коцна сезона. Дебютировал за клуб 17 августа 2019 года в матче против клуба «Тотиги», выйдя на поле в стартовом составе. Первым результативным действием за клуб отличился 25 августа 2019 года в матче против клуба «Фаджано Окаяма», отдав голевую передачу. На протяжении всего сезона футболист был одним из ключевых игроков клуба. По окончании срока арнедного соглашения покинул клуб.

#### Аренда в «Иокогаму»
В январе 2020 года футболист на правах арендного соглашения присоединился к «Иокогаме». Дебютировал за клуб 16 февраля 2020 года в матче Кубка Джей-лиги против клуба «Санфречче Хиросима», выйдя на поле в стартовом составе. Первый матч в чемпионате сыграл 4 июля 2020 года в матче против клуба «Хоккайдо Консадоле Саппоро». Футболист сразу же смог закрепиться в основной команде клуба, став ключевым защитником. Дебютный гол за клуб забил 23 сентября 2020 года в матче против клуба «Кавасаки Фронтале». По окончании срока арендного соглашения покинул клуб. 

#### Возвращение в «Виссел Кобе»
В январе 2021 года футболист присоединился к основной команде «Виссел Кобе». Первый матч в новом сезоне сыграл 2 марта 2021 года в рамках Кубка Джей-лиги против клуба «Оита Тринита». Первый матч в чемпионате сыграл 10 марта 2021 года против столичного «Токио», выйдя на поле в стартовом составе. Дебютный гол за клуб забил 16 июня 2021 года в матче Кубка Императора против клуба «Сузука Поинт Геттерс». На протяжении всего сезона футболист был одним из основных игроков клуба, однако под конец сезона стал выходить на поле преимущественно со скамейки запасных. По итогу сезона стал бронзовым призёром чемпионата. 
Новы сезон футболист начал с матча 19 февраля 2022 года против клуба «Нагоя Грампус», выйдя на поле в стартовом составе. В марте 2022 года вместе с клубом отправился на квалификационный матч Лиги чемпионов АФК. По итогу матча 15 марта 2022 года против австралийского клуба «Мельбурн Виктори» вышел в основной этап азиатского турнира. Первый матч на основной части Лиги чемпионов АФК сыграл 19 апреля 2022 года против гонконгского клуба «Китчи». По итогу группового этапа футболист вместе с клубом занял первое место и вышел в раунд плей-офф турнира. В августе 2022 года участвовал в плей-офф, дойдя до стадии четвертьфинала, где уступил южнокорейскому клубу «Чонбук Хёндэ Моторс». На протяжении всего сезона футболист оставался в клубе одним из ключевых игроков.

### «Селтик»
В ноябре 2022 года футболист подписал пятилетний контракт с шотландским «Селтиком», который начинает действовать с января 2023 года. Дебютировал за клуб 18 января 2023 года в матче против клуба «Сент-Миррен», выйдя на поле в стартовом составе. Вместе с клубом завоевал свой первый трофей, став обладателем Кубка шотландской лиги, где в финале 26 февраля 2023 года с минимальным преимуществом победили «Рейнджерс», где сам футболист остался на скамейке запасных. Также футболист досрочно стал победителем шотландского чемпионата, а позже и обладателем Кубка Шотландии, тем самым оформив требл. Однако закрепиться в основной команде у футболиста не вышло, большую часть сезона проведя на скамейке запасных. 

## Международная карьера
Начинал международную карьеру в японских сборных юношеских возрастных категорий. В 2017 году вместе с юношеской сборной Японии до 17 лет принимал участие в юношеском чемпионате мира. В октябре 2018 года отправился на юношеский чемпионат Азии в составе юношеской сборной Японии до 19 лет. В мае 2019 года получил вызов в молодёжную сборную Японии до 20 лет для участия в молодёжном чемпионате мера.

## Достижения
«Селтик»
- Чемпион Шотландии: 2022/23
- Обладатель Кубка шотландской лиги: 2022/23
- Обладатель Кубка Шотландии: 2022/23